# Andrée d'Alaza
Andrée d'Alaza dite Blondinette est le nom de scène de Mme Darvalo ou Darvallo,, à l'état-civil, Angèle Maria Decarpenterie, une artiste de music-hall, chanteuse et danseuse des Folies Bergère, née à Lille le 17 février 1878, et morte à Contes le 14 août 1975. 

## Biographie
Fleuriste à Lille, elle épouse à vingt ans Léon Jacquerie, un homme violent dont elle divorce en 1902. Elle devient la maîtresse de Romain Daurignac, protagoniste de l'affaire Humbert, qu'elle a connu à Lille,, et avec qui elle aurait eu deux ou trois enfants. Elle s'enfuit pour Rio de Janeiro ou Buenos-Aires,. Elle dit avoir joué au théâtre de Buenos-Aires. Elle est arrêtée à son retour à Paris et entendue par la justice comme témoin en 1903,,. La même année, elle est engagée au Casino de Paris et commence une éphémère carrière d'artiste de music-hall. Elle tourne à Rome, à Naples, à Saint-Petersbourg,. Elle devient la meilleure amie de Gaby Deslys qui se produit à l'Olympia et aux Folies-Bergère. En 1922, elle épouse un négociant roumain, Puiu Marcovici dont elle divorce deux ans plus tard. En 1927, elle épouse en troisièmes noces Constantin Vitorgon, un artiste dramatique russe dont elle divorcera en 1932.
Elle meurt dans les Alpes-Maritimes en 1975, âgée de 97 ans.

## Revues
- 1903 : Chercher la femme !…, revue d'Henry de Gorsse et Georges Nanteuil au Casino de Paris[23].
- 1904 : La Revue de Marigny, revue de Victor de Cottens, au théâtre Marigny[24].
- 1904 : La Revue des Folies-Bergère, revue de Victor de Cottens, aux Folies-Bergère[25],[26],[27],[28],[29].
- 1906 : Ça vaut l'os !, revue de Bonis Charancle au Concert Européen[30],[31].
- 1907 : La Revue du Nouveau Cirque, revue de Verdellet et Tnebla au Nouveau Cirque[32]
- 1908 : As-tu vu mon nu ? revue de Max Viterbo et Jules Moy au Ba-Ta-Clan, rôle de la Commére[33].
- 1910 : La Grande Revue de l'Olympia de Maurice Millot et Lucien Boyer, 2 avril à l'Olympia, rôle du journal Le Nouveau Siècle[34],[35].

## Autres représentations
- 1906 : au Jardin de Paris[36],[37].
- 1908 : Fête costumée au Bal Tabarin, au bénéfice de l'œuvre de la maison de retraite des artistes de music-hall, le 7 mai[38],[39].

## Chansons
- L'Anguille[40].